# Ірина Асеніна
Ірина Асеніна (д/н — бл. 1363) — візантійська імператриця.

## Життєпис
Походила з династії Асенів. Донька Андроніка Асеня, епітропа Морейського, сина болгарського царя Івана Асена III. Матір'ю Ірини була представниця знатного візантійського роду Тарханіотів. Дата народження Ірини невідома. Молодість разом з братами провела в Константинополі. У 1318 році вона була видана заміж за візантійського аристократа Іоанна Кантакузина, який був близьким другом і однолітком спадкоємця трону Андроніка Палеолога. Після весілля вони переїхали в Галліполі, де жили в родовому маєтку Кантакузина.
У 1320 році почалася боротьба Андроніка Палеолога проти свого діда — імператора Андроніка II, до якої на боці першого долучився чоловік Ірини. Під час війни за відсутності Іоанна Кантакузина Ірина з матір'ю чоловіка — Феодорой — вправно керувала Галліполі і Дидімотікою, також забезпечували харчами та озброєнням повсталих на чолі з Андроніком. Слідом за перемогою останнього у 1325 році статус Ірини разом з чоловіком значно виріс. Вага Кантакузиних зросла під час одноосібного правління Андроніка III з 1328 року.
У 1341 році слідом за смертю імператора Андроніка III у Іоанна Кантакузина стався конфлікт з регентшею Анною Савойською. В результаті почалася нова війна за владу. За відсутності чоловіка, що збирав війська в Сербії, Ірина разом з братом Мануїлом організувала оборону Дидімотіки від військ регентші. Слідом за цим Ірина почала шукати союзників для свого чоловіка. Спочатку зазнала невдачі з болгарським царем Іваном Александром, але потім отримала підтримку від Умур, володаря Айдинського беліка в Малій Азії.
21 жовтня 1346 року Іоанн Кантакузин в Адріанополі став імператором Іоанном VI. Тоді ж Ірина також отримала титул імператриці. Незабаром підтримала рішення чоловіка про шлюб доньки Феодори з османським беєм Орханом I. У 1347 році, після того як Кантакузин увійшов до Константинополя, відбулася нова церемонія коронації Іоанна VI та Ірини.
Влітку 1348 року Іоанн VI вирушив у похід проти болгар і передав Ірині управління Константинополем. Відсутністю імператора спробували скористатися генуезці з Галати, щоб нав'язати свою волю Візантії і припинити спроби імператора відродити візантійський флот. У серпні того ж року генуезці спалили всі візантійські судна, але Ірина рішуче відмовилася вести перемовини з паліями й за допомогою свого сина Мануїла і зятя Никифора II Орсіні перешкодила їхнім спробам зайняти столицю імперії. Її рішучість при спробах шантажу з боку генуезців згуртувала жителів міста на захист Константинополя. Але у жовтні 1348 року візантійці зазнали нової поразки від Генуї, втративши весь флот.
У 1352 році Ірина в супроводі трьох єпископів знову вступає в переговори зі своїм сином Матвієм для того, щоб переконати його утриматися від вимоги на спадкування візантійського престолу. Але між її сином і імператором Іоанном V вибухнула війна на право успадкування після Іоанна VI. Син Ірини витіснив Іоанна V на острів Тенедос. Втім, останній, скориставшись відсутністю в Константинополі Іоанна VI, за допомогою свого флоту спробував захопити столицю, але Ірина знову організувала успішну оборону міста й напад було відбито. У відповідь Іоанн VI оголосив свого сина Матвія співімператором і єдиним спадкоємцем.
У 1354 році османські війська захопили Галліполі, що спричинило повстання проти Іоанна VI. З цього скористався Іоанн V, що зайняв Константинополь. В результаті Кантакузин пішов до монастиря. За ним пішла Ірина, яка стала черницею під ім'ям Євгенія в монастирі Св. Марти в Константинополі. Близько 1360 року, побоюючись епідемії чуми, разом з чоловіком і сином Матвієм перебралася до Морейського деспотату. Повернулася до Константинополя приблизно 1363 року. Невдовзі після цього померла.

## Родина
Чоловік — Іоанн VI Кантакузин, візантійський імператор.
Діти:
- Матвій (1325—1391), співімператор, 2-й деспот Мореї
- Мануїл (1326—1380), 1-й деспот Мореї
- Марія (д/н—після 1382), дружина Никифора II Орсіні
- Феодора (1332 — після 1381), дружина Орхана I, бея Османського бейліка
- Олена (1333—1396), дружина візантійського імператора Іоанна V
- Андронік (1334—1347)